# Maurizio Beretta
Maurizio Beretta (Milano, 6 giugno 1955) è un giornalista, dirigente d'azienda e dirigente sportivo italiano, responsabile della comunicazione del gruppo UniCredit e vicepresidente vicario della FIGC.

## Biografia
Sceglie l'attività giornalistica svolgendo il praticantato presso l'agenzia di stampa Asca. Dopo essere diventato giornalista professionista (1980) comincia a lavorare alla Rai. Al TG1 è redattore, inviato speciale (segue, tra l'altro, la tragedia di Alfredino Rampi), conduttore dell'edizione delle 20, responsabile dell'edizione Linea Notte, capo della redazione economica e quindi vicedirettore. Terminata l'esperienza al telegiornale, viene nominato direttore delle Relazioni Istituzionali e Internazionali della Rai. In seguito, assume l'incarico di direttore della Divisione Uno, con responsabilità su budget e palinsesti di Rai 1, Rai 2, TG1, TG2 e Rai Sport.
Nel 2000 viene nominato direttore di Rai 1. Nel giugno 2001 lascia la Rai dopo oltre vent'anni di collaborazione per entrare nella FIAT, dove assume il ruolo di direttore Relazioni esterne e comunicazione. Nel 2003 diventa direttore delle Relazioni istituzionali e internazionali del gruppo torinese. È direttore generale di Confindustria dal 7 luglio 2004 al 30 gennaio 2009.
Il 25 agosto 2009 ne viene ratificata la nomina a presidente della Lega Calcio, l'organo direttivo del calcio italiano. A seguito della scissione di tale organismo, il 1º luglio 2010 assume la guida della neonata Lega Serie A.
Dal 14 marzo 2011 Beretta è il nuovo responsabile della struttura Identity and Communications di UniCredit; di conseguenza decide di lasciare la presidenza della Lega Serie A non appena si troverà un sostituto per la sua attività nella Lega Calcio. Il 18 gennaio 2013 viene invece riconfermato con 14 voti su 20 presidente della Lega Serie A.
Il 18 agosto 2014 viene anche eletto Vicepresidente vicario della Federazione Italiana Giuoco Calcio (FIGC).
Lascia la presidenza della Lega Serie A il 21 aprile 2017.

## Candidature
- Nel 1995 vince il Premio Scanno per il giornalismo.